# رودیک هوسپیان
رودیک گئورگی هوسپیان (ارمنی: Ռուդիկ Գեորգիի Հովսեփյան؛ زادهٔ ۵ مهٔ ۱۹۳۹) یک سیاستمدار اهل ارمنستان است که از تاریخ ۱۹۹۹ تا تاریخ ۲۰۰۳ سمت نمایندگی دوره دوم مجلس ملی جمهوری ارمنستان را برعهده داشت.

## زندگی‌نامه
در ۵ مه ۱۹۳۹ در ایروان به دنیا آمد و از دانشگاه دولتی ایروان فارغ‌التحصیل شد. .